# Gianni Oliva (docente universitario)
Gianni Oliva (Castel del Giudice, 11 settembre 1948) è un filologo e storico della letteratura italiano.

## Biografia
Accademico e professore ordinario, dopo aver insegnato nella Facoltà di Lettere dell'Università di Perugia e in quella di Magistero dell'Università "La Sapienza di Roma, ha ricoperto dal 1986 la prima cattedra di Letteratura italiana nell'Università "Gabriele D'Annunzio" di Chieti-Pescara, ove è stato Decano dell'Ateneo. Ha tenuto corsi e seminari in varie università europee e statunitensi (Paris Sorbonne, Oxford, Yale, Harvard) . È uno dei maggiori sostenitori della geo-storia culturale, ossia del rapporto tra spazio e tempo nelle manifestazioni letterarie ed artistiche. Molte energie ha dedicato all'Ottocento italiano ed europeo (Verga, Capuana, i Rossetti), e, in particolare, a D'Annunzio, di cui, tra l'altro, ha curato l'opera omnia in 11 volumi e varie edizioni singole. Dal Ministero dei Beni Culturali è stato nominato componente del Comitato scientifico dell'Edizione Nazionale per le Opere di D'Annunzio e di Luigi Capuana. Allievo di Silvio Pasquazi, si è formato nell'ambito degli studi romani dell'Enciclopedia Italiana con Umberto Bosco e Giorgio Petrocchi, dai quali ha derivato i suoi interessi danteschi e medievali. Apprezzato da studiosi come Jacques Le Goff, Mario Praz e Ettore Paratore, è ritenuto “tra le maggiori forze dell'odierna critica”.

## Collaborazioni
Ha fondato e dirige dal 1997 la rivista  Studi Medievali e Moderni e condirige (con Pietro Gibellini, Giovanni Tesio e Renato Martinoni) Letteratura e dialetti ; inoltre fa parte del comitato scientifico e d'onore di Critica letteraria e del comitato scientifico della Rivista di letteratura italiana. Ha co-diretto per l'Editrice La Scuola la collana "Letteratura delle regioni d'Italia. Storia e Testi" (21 voll.) e, per l'editore Bulzoni, "Culture regionali d'Italia" (25 voll.). Attualmente è direttore editoriale della storica casa editrice Rocco Carabba e si occupa personalmente di alcune collane ("Classici Carabba", "La Biblioteca del particolare" ,  "Civiltà letteraria d'Europa", "Le Monete d'oro" " I Pregiati. Documenti, testimonianze, immagini").
Nell'Università "Gabriele d'Annunzio" ha contribuito a fondare il Dipartimento di Studi Medievali e Moderni , di cui è stato il primo Direttore per due mandati consecutivi (dal 1994 al 2000); ha diretto il Centro ASAM (Archivio Scrittori abruzzesi e Meridionali); ha coordinato i seguenti dottorati : Letteratura dell'Italia centro-meridionale, Letteratura delle regioni d'Italia, Studi Umanistici (PhD, School of advanced Studies); ha fondato e dirige, con il patrocinio del Comune di Vasto e dell'Università di Chieti, il "Centro Europeo di Studi Rossettiani" (CESR), che collega nella ricerca specialistica varie Università italiane e internazionali (Oxford, Yale, Caen, Birmingham, ecc.).  Il 24 ottobre 2018 allievi,  amici,  colleghi italiani e stranieri , in omaggio al suo magistero, gli hanno dedicato il volume Un'operosa stagione. Studi offerti a Gianni Oliva, a cura di Mario Cimini, Antonella Di Nallo, Valeria Giannantonio, Mirko Menna, Luciana Pasquini, Lanciano, Carabba, 2018, pp. 737, che contiene la sua Bibliografia generale di oltre 400 voci.

### Riconoscimenti
1977 Premio Tagliacozzo per la saggistica
1995 "Rosone d'oro", Premio internazionale alla carriera
1997 Premio internazionale "Gabriele D'Annunzio" per la saggistica dannunziana
2006 Premio San Michele alla Cultura, Vasto
2010 Premio Histonium Aureo alla carriera, Vasto
2017 Premio "Sirenetta d'argento" della Regione Abruzzo alle figure più rappresentative della regione.

## Opere (parziale)
- Giuseppe Mezzanotte e la Napoli dell'Ottocento tra giornalismo e letteratura, Bergamo, Minerva Italica, 1976
- Romualdo Pàntini, Tutte le poesie, edizione critica a cura di G. Oliva, Firenze 1976 (II ed. , Lanciano, Carabba, 2018, pp. 370)
- Capuana in archivio, Caltanissetta-Roma, Sciascia, 1979
- I nobili spiriti. Pascoli, D'Annunzio e le riviste dell'estetismo fiorentino, Bergamo, Minerva Italica, 1979 (II ediz. Venezia, Marsilio, 2002)
- Le frontiere invisibili. Cultura e letteratura in Abruzzo, Roma, Bulzoni, 1982
- Le ragioni del particolare. Indagini di letteratura italiana tra storia e microstoria, Roma, Bulzoni, 1984
- I Rossetti tra Italia e Inghilterra, a cura di G. Oliva, Roma, Bulzoni, 1984
- Giovanni Verga, Teatro, a cura di G. Oliva, Milano, Garzanti (I grandi libri) 1987 (e varie ed. successive col titolo : Tutto il teatro, 2022)
- Lo spazio letterario. Geografia e storia della letteratura italiana, voll. 5 (con P. Gibellini e G. Tesio), Brescia, La Scuola, 1989
- G. Verga, Vita dei campi e altre novelle, a cura di G. Oliva, Milano, Mondadori, 1992 (II ediz. 2003)
- La scena del vero. Letteratura e teatro da Verga a Pirandello, Roma, Bulzoni, 1992
- D'Annunzio e la poetica dell'invenzione, Milano, Mursia, 1992
- D'Annunzio: per una grammatica dei sensi, Chieti, Solfanelli, 1992
- La capanna di bambusa. Codici culturali e livelli interpretativi per "Terra Vergine", Chieti, Solfanelli, 1994 (II edizione , ivi, 2013)
- Domenico Ciampoli, Fiabe abruzzesi, a cura di G. Oliva, Chieti, Solfanelli, 1994
- La letteratura drammatica in Abruzzo dal Medioevo sacro all'eredità dannunziana, a cura di G. Oliva e V. Moretti, Roma, Bulzoni, 1995, pp. 934
- Gabriele D'Annunzio, Tutte le opere, 11 voll. (in collaborazione con G. Antonucci), Roma, Newton Compton, 1995 (più volte ristampate anche in volumi separati)
- G. Verga, Mastro-don Gesualdo, a cura di G. Oliva, Brescia, La Scuola, 1996
- Racconti della Scapigliatura, a cura di G. Oliva e M. Giammarco, Milano, Mondadori, 1996
- L'operosa stagione. Verga, D'Annunzio e altri studi di letteratura post-unitaria, Roma, Bulzoni, 1997
- Breviario di metrica italiana, Chieti, Noubs, 1997
- Verga e i verismi regionali (con Vito Moretti), Roma, Studium, 1999
- Animali e metafore zoomorfe in Verga, a cura di G. Oliva, Roma, Bulzoni, 1999
- G. D'Annunzio, Lettere ai Treves, a cura di G. Oliva, Milano, Garzanti, 1999
- Luigi Capuana, Teatro italiano, a cura di G. Oliva, 2 voll. (in coll. con L. Pasquini), Palermo, Sellerio, 1999
- Interviste a D'Annunzio, a cura di G. Oliva, Lanciano, Carabba, 2002 (rist. 2014)
- Gabriele Rossetti, La vita mia. Il testamento, a cura di G. Oliva, Lanciano, Carabba, 2004
- Scrittori italiani in Inghilterra, Napoli, ESI, 2003
- Centri e periferie. Particolari di geo-storia letteraria, Venezia, Marsilio, 2006
- William Michael Rossetti, Ricordi, a cura di G. Oliva, Lanciano, Carabba, 2006
- Manzoni e il realismo europeo,  Milano, Bruno Mondadori, 2007
- D'Annunzio e la malinconia, Milano, Bruno Mondadori, 2007
- D'Annunzio. Vita e letteratura, a cura di G. Oliva, Lanciano, Carabba, 2008
- L'antimanzonismo, a cura di G. Oliva, Milano, Bruno Mondadori, 2009
- L. Capuana, Cronache teatrali, 2 voll., edizione critica, Edizione Nazionale delle Opere, a cura di G. Oliva, Roma, Salerno, 2009
- I Rossetti e l'Italia, a cura di G. Oliva e M. Menna, Lanciano, Carabba, 2010
- I Rossetti. Album di famiglia, Lanciano, Carabba, 2010
- Fedele Romani, Tutte le opere, voll. 4, edizione diretta da G. Oliva, Castelli, Verdone editore, 2010
- L'attesa dell'Italia. Poeti e scrittori del Risorgimento italiano, Lanciano, Carabba, 2011
- G. D'Annunzo, Tutti i romanzi, novelle, poesie, teatro, a cura di G. Oliva, Roma, Newton Compton (I Mammut), 2012, pp. 3654
- Pascoli. La mimesi della dissolvenza, Lanciano, Carabba, 2012, II ed. accresciuta 2015
- Dantis amor. Dante e i Rossetti , Atti del convegno internazionale, a cura di G. Oliva e M. Menna, n. spec. di "Studi Medievali e Moderni", II, 2016, pp. 332
- D'Annunzio. Tra le più moderne vicende , Milano, Bruno Mondadori, 2017
- D'Annunzio , Milano, "Corriere della sera" (Collana Grandangolo), 2017
- Lalla Nada, Versi (1905), con lettera-prefazione di Gabriele D'Annunzio, a cura di Gianni Oliva, Lanciano, Carabba, 2019
- Memories and reminiscences, Atti del convegno internazionale, a cura di G. Oliva, M. Menna, M. Cimini, n. spec. di "Studi medievali e moderni", I, 2020, pp. 373
- I luoghi delle parole. Geografie letterarie dopo l'Unità, Milano, Bruno Mondadori, 2020, pp. 256
- D'Annunzio ("I grandi della Letteratura Italiana", n. 10), Milano, Mondadori, 2020, pp. 167.
- Nota introduttiva a Guido Giuliante, Le Poesie (1956-1986), a cura di A. Del Ciotto, Premessa di A. Di Nallo, Lanciano, Carabba, 2021
- Abruzzo. Cultura e letteratura dal Medioevo all'età contemporanea (in coll. con C. De Matteis), Lanciano, Carabba, 2020, pp. 323
- Per altre dimore. Visione e avventura nel viaggio di Dante (II ed. ampliata), Lanciano, Carabba, 2021, pp. 321
- Verga per le vie di Milano. La solitudine del flaneur, Milano, Bruno Mondadori, 2021, pp. 168
- Dante 21.Questioni, interpretazioni, fortuna, a cura di G. Oliva, in "Studi medievali e moderni", a. XXV, 1-2, 2021, pp. 865
- D'Annunzio e la malinconia, II edizione, Lanciano, Carabba, 2024, pp. 204
- Enciclopedia dannunziana, VOCI: Prose di romanzi, Umberto Bozzini, Giovanni Episcopo, Malinconia
- Nota introduttiva a Christina Rossetti, Il Mercato dei folletti (Goblin Market), Vasto, Il Torcoliere, 2025, pp. 105